# Томас Кастер
Томас Кастер (англ. Thomas Custer; нар. 15 березня 1845, Нью-Рамлі — пом. 25 червня 1876, Літтл-Біггорн) — американський військовослужбовець армії Союзу за часи Громадянської війни, капітан армії США. Один з 19 американських військовослужбовців, які двічі стали кавалерами Медалі Пошани, найвищої відзнаки США за проявлений героїзм на полі бою. Обидві медалі отримав у ході Громадянської війни. Молодший брат Джорджа Армстронга Кастера, він служив його помічником у битві при Літтл-Біггорн проти лакота і шеєнів на території Монтани. Вони усі разом зі своїм молодшим братом Бостоном Кастером загинули в результаті нищівної поразки американської армії у цієї битві.

## Біографія
Томас Кастер народився в Нью-Рамлі, штат Огайо, у родині Емануеля та Марі Кастер. У вересні 1861 року, у віці 16 років, він поступив на службу до армії Союзу і служив у перших кампаніях Громадянської війни рядовим у 21-му добровольчому піхотному полку Огайо. Томас брав участь у численних битвах, включаючи Стоунз-Рівер, за Місіонерський хребет і в Атлантській кампанії. У жовтні 1864 року отримав звання капрала. Пізніше став першим лейтенантом роти в 6-му Мічиганському кавалерійському полку, був ад'ютантом свого брата Джорджа Армстронга Кастера і супроводжував його протягом останнього року війни.
Кастер відзначився тим, що до завершення Громадянської війни достроково отримав звання капітана, майора та підполковника. За бойові заслуги в ході війни був нагороджений двома медалями Пошани. Став першим військовим, удостоєних такої честі, і був одним із чотирьох солдатів чи матросів, двічі нагороджених медаллю Пошани під час Громадянської війни, і одним із лише 19 нагороджених в історії США.
Обидві дії, які принесли Кастеру медаль Пошани, включали захоплення полкових прапорів Конфедерації (3 квітня 1865 року бойовий прапор 2-го кавалерійського полку Північної Кароліни в битві при Намозін-Черч та 6 квітня 1865 року у зіткненні при Сейлорс-Крік).
У 1866 році, після війни, Томас Кастер продовжив службу першим лейтенантом 7-го кавалерійського полку. У листопаді 1868 року він був поранений під час кампанії Вашіта за роки Індіанських воєн.
Пізніше служив в епоху Реконструкції, виконував завдання з підтримки миру у Південній Кароліні. Кастер брав участь в Єллоустонській експедиції 1873 року, де він змагався у битві при Гонсінгер-Блаффі, і в експедиції Блек-Хіллс 1874 року. У 1875 році Кастер отримав звання капітана і очолив роту «C» 7-го кавалерійського полку.
Під час кампанії Літл-Біггорн у 1876 році під час війни на Чорних пагорбах він служив ад'ютантом свого старшого брата, підполковника Джорджа А. Кастера, і загинув разом зі своїм братом 25 червня 1876 року. Молодший брат Джорджа і Томаса, Бостон Кастер, також загинув у боях, як і інші родичі та друзі Кастерів. Тома Кастера вперше поховали на полі бою. Наступного року Його ексгумували разом з іншими солдатами та перепоховали на національному кладовищі у Форт Лівенворті.